# جان باتيست غرينغ
جان باتيست غرينغ (بالفرنسية: Jean-Baptiste Grange)‏ هو متزحلق جبال الألب فرنسي، ولد في 10 أكتوبر 1984 في سان-جان-دي-موريين في فرنسا.

## وصلات خارجية
- الموقع الرسمي
- جان باتيست غرينغ على موقع الاتحاد الدولي للتزلج (التزلج على المنحدرات الثلجية) (الإنجليزية)
- جان باتيست غرينغ على موقع أوليمبيديا (الإنجليزية)
- جان باتيست غرينغ على موقع اللجنة الأولمبية الفرنسية (مؤرشف) (الفرنسية)